# Colle d'Anchise
Colle d'Anchise är en ort och kommun i provinsen Campobasso i regionen Molise i Italien. Kommunen hade 784 invånare (2018).